# 随徳寺
随徳寺（ずいとくじ）
- 寺の名称の一つ。
- 「ずいっと出ていく」を寺の名称のように洒落た地口の一種。「とんずらする」の意。「一目散」を山号化した「一目山随徳寺」ともいう。山号寺号を参照。
- 東京都台東区に実在する寺の名称。本項にて解説。

随徳寺（ずいとくじ）は、東京都台東区にある真宗大谷派の寺院。

## 歴史
1637年（寛永14年）に開山された。元々は湯島に位置していたが、1657年（明暦3年）の明暦の大火で焼け出された。幕府より、代替地として麻布広尾（現・港区南麻布周辺）の地を提示されたが、遠隔地であったことから、幕府に再度頼み込んだ結果、現在地を提示され、移転した。
墓地には、江戸時代のテクニカル分析「酒田五法」を編み出した相場師の本間宗久の墓がある。

## 交通アクセス
- 入谷駅より徒歩3分（経路案内）。